# Marta Kosťuková
Marta Kosťuková (ukrajinsky Марта Олегівна Костюк, Marta Olehivna Kosťuk, * 28. června 2002 Kyjev) je ukrajinská profesionální tenistka, vítězka juniorky Australian Open 2017 a juniorské čtyřhry US Open 2017. Ve své dosavadní kariéře na okruhu WTA Tour vyhrála jeden turnaje ve dvouhře a dva ve čtyřhře. V sérii WTA 125 vybojovala jednu deblovou trofej. V rámci okruhu ITF získala dva tituly ve dvouhře.
Na žebříčku WTA byla ve dvouhře nejvýše klasifikována v červnu 2024 na 16. místě a ve čtyřhře v květnu 2023 na 27. místě. Na kombinovaném juniorském žebříčku ITF nejvýše figurovala v říjnu 2017 na 2. příčce. Trénují ji matka Talina Bejková a Sandra Zaniewská. Dříve tuto roli plnil Oleg Krivošejev.
V ukrajinském týmu Billie Jean King Cupu debutovala jako patnáctiletá v utkání 2. světové skupiny 2018 proti Austrálii, kde plnila roli jedničky týmu. V dvouhrách zdolala Darju Gavrilovovou a podlehla Ashleigh Bartyové. Australanky zvítězily 3:2 na zápasy. Do listopadu 2024 v soutěži nastoupila k deseti mezistátním utkáním s bilancí 7–2 ve dvouhře a 3–2 ve čtyřhře.

## Soukromý život
V listopadu 2023 se v kyperském rezortu Minthis vdala za obchodníka na finančních trzích Georgije Vajkoviče.

## Tenisová kariéra
V rámci hlavních soutěží událostí okruhu ITF debutovala jako čtrnáctiletá v srpnu 2016, když na turnaj v Charkově s dotací 10 tisíc dolarů obdržela divokou kartu. V úvodním kole uhrála jediný game na krajanku Helen Ploskinovou. Premiérový singlový titul v této úrovni tenisu vybojovala v květnu 2017 na maďarské antukové události v Dunakeszi s rozpočtem 25 tisíc dolarů. V soutěži neztratila žádný set, když na cestě do finále vyřadila Belgičanku Kimberley Zimmermannovou, Slovenku Annu Karolínu Schmiedlovou, Turkyni İpek Soyluovou i Rumunku Alexandru Cadanțuovou. V závěrečném zápasu pak přehrála Američanku Bernardu Perovou. Tím se stala nejmladším ukrajinským tenistou, který triumfoval ve dvouhře profesionálního turnaje. V kvalifikaci singlu okruhu WTA Tour debutovala na travnatém Mallorca Open 2017, do níž získala od pořadatelů divokou kartu. Na úvod kvalifikační soutěže podlehla ruské tenistce Anně Kalinské.

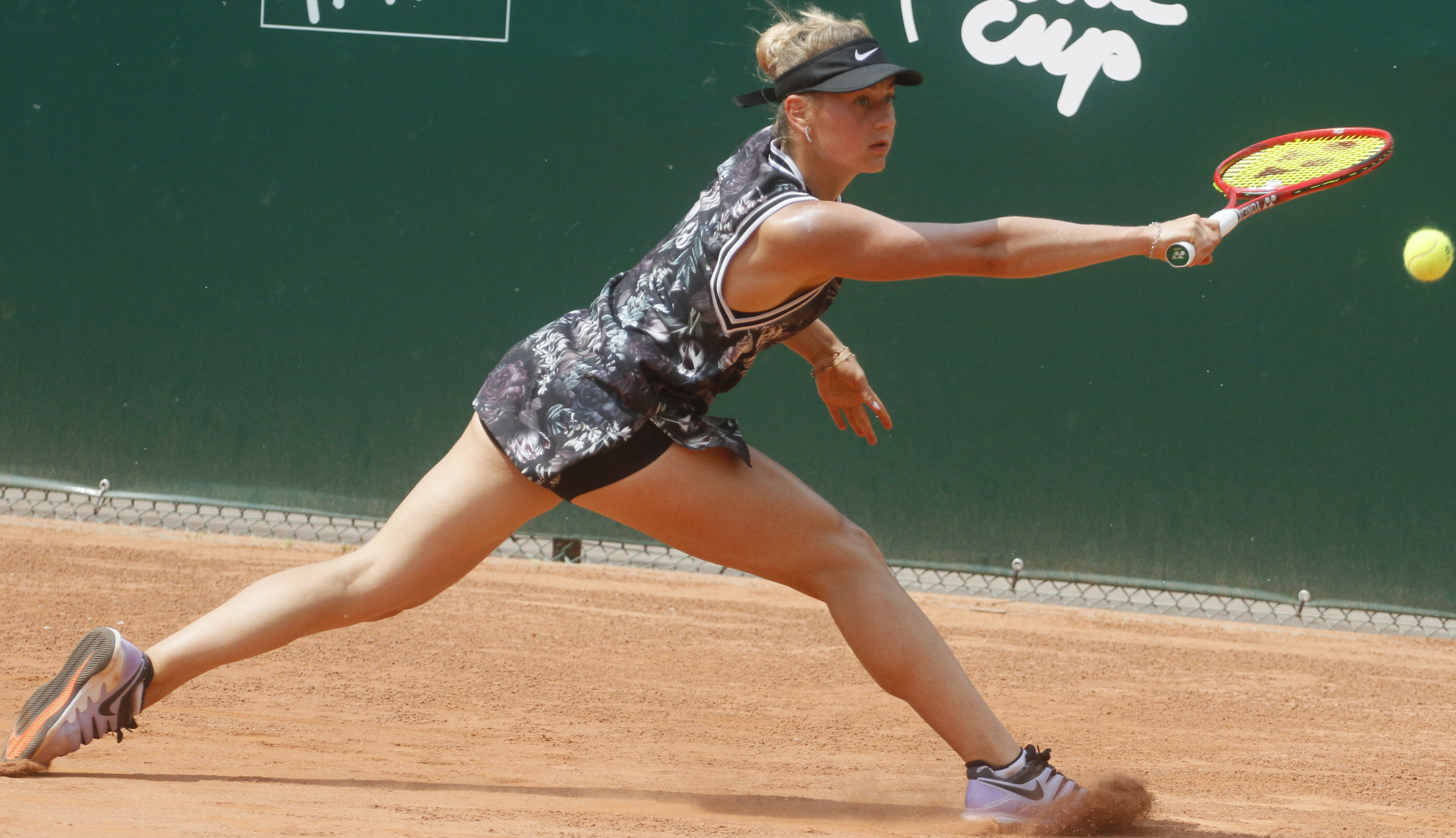
Záchrana míče na toruňském Bella Cupu 2019

V hlavní soutěži grandslamu debutovala dvouhrou Australian Open 2018. Do Melbourne Parku přijela jako 521. hráčka žebříčku a do tříkolové kvalifikace obdržela divokou kartu. V závěrečném kvalifikačním kole přehrála třináctou nasazenou Češku Barboru Krejčíkovou. Následnou výhrou v prvním kole melbournské dvouhry se stala prvním tenistou narozeným v roce 2002, jenž zasáhl do grandslamu, nejmladším hráčem na grandslamu od Sesil Karatančevové (15 let a 5 měsíců) a Australian Open 2005, respektive nejmladší hráčkou Australian Open od roku 1996, která vyhrála utkání a postoupila do druhého kola. Ve věku 15 let a 206 dní vyřadila Kosťuková turnajovou pětadvacítku Pcheng Šuaj za 57 minut. Navázala tak na Martinu Hingisovou (15 let a 4 měsíce), jež byla v době své první výhry o 94 dní mladší a cestu melbournským pavoukem tehdy ukončila ve čtvrtfinále. Vítězstvím nad Australankou Olivií Rogowskou Ukrajinka postoupila do třetího kola Grand Slamu jako nejmladší tenistka od Mirjany Lučićové Baroniové a US Open 1997. V něm však nenašla recept na krajanku a o osm let starší světovou trojku Elinu Svitolinovou, když uhrála jen čtyři hry. V utkání zahrála devět dvojchyb a podíl prvních servisů do dvorce činil pouze 37 %. Vítězstvím nad Němkou Antonií Lottnerovou v úvodním kole stuttgartského Porsche Tennis Grand Prix 2018 se v patnácti letech stala nejmladší tenistkou na Stuttgart Open od Martiny Hingisové a října 1994, která vyhrála zápas v hlavní soutěži.
První singlovou trofej na okruhu WTA vybojovala ve 20 letech na úvodním ročníku březnového ATX Open v texaském Austinu. Do finále postoupila přes Američanku Daniellu Collinsovou. V něm pak zdolala Varvaru Gračovovou po dvousetovém průběhu, přestože v závěru druhé sady odvrátila setbol. Posun o dvanáct příček výše znamenal nové kariérní maximum. Po skončení figurovala na 40. místě. Po finále odmítla Rusce podat ruku, mít společné focení a proslovy, v souvislosti s probíhající ruskou invazí na Ukrajině. Své vítězství symbolicky věnovala Ukrajině. Vůči Ruskám a Běloruskám tento přístup praktikovala i na předchozích turnajích, od zahájení ruské agrese v únoru 2022.

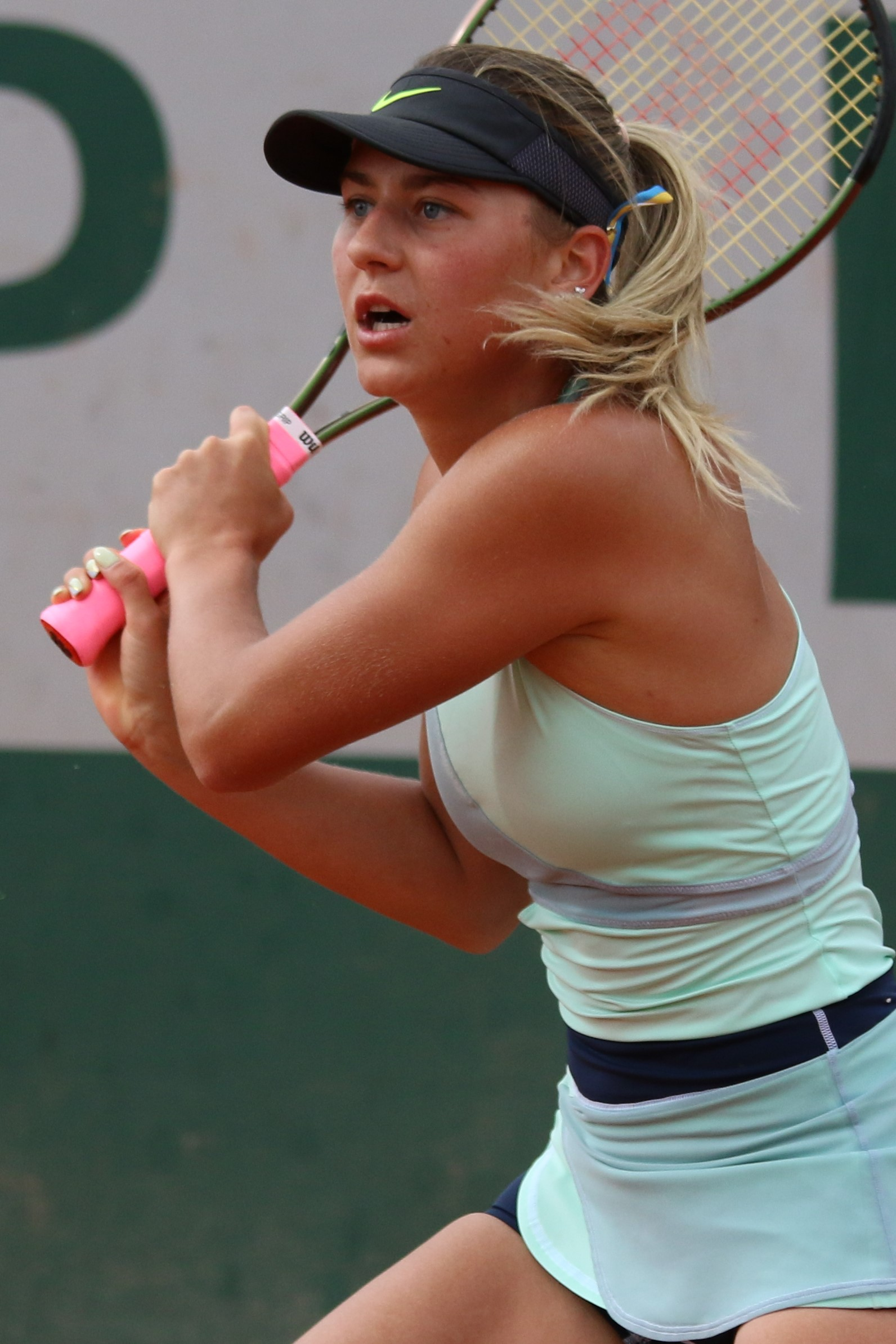
Bekhend na French Open 2022

Grandslamové maximum posunula na Australian Open 2024, kde postoupila do čtvrtfinále. Po úvodní výhře nad Američankou Claire Liuovou, otočila průběh dalších dvou duelů, v nichž ztratila první sadu. Zdolala tak pětadvacátou nasazenou Belgičanku Elise Mertensovou i Elinu Avanesjanovou. V osmifinále zvládla utkání proti grandslamové debutantce Mariji Timofejevové, než ji ve třísetovém dramatu vyřadila světová čtyřka Coco Gauffová. Proti Američance ztratila úvodní dějství, přestože v něm vedla 5–1 na gamy a v jeho průběhu měla dva setboly.
Do druhého finále dvouhry na túře WTA a prvního v kategorii WTA 500 se probojovala na kalifornském San Diego Open 2024. Ve čtvrtfinále vyřadila dvacátou pátou hráčku žebříčku Anastasiji Pavljučenkovovou a nezastavila ji ani americká světová pětka Jessica Pegulaová, znamenající premiérovou kariérní výhru nad členkou Top 5. V souboji o titul podlehla Britce Katie Boulterové z konce první padesátky, přestože získala úvodní sadu. Navazující BNP Paribas Open 2024 v Indian Wells znamenal první čtvrtfinálovou i semifinálovou účast v kategorii WTA 1000. Mezi poslední čtveřicí tenistek však získala jen tři gamy na světovou jedničku Igu Świątekovou. Na třetím turnaji v řadě, stuttgartském Porsche Tennis Grand Prix 2024, postoupila minimálně do semifinále. 
Ve druhém kole přitom odvrátila pět mečbolů sedmé hráčce pořadí Čeng Čchin-wen. Poté zvládla třísetovou bitvu se světovou trojkou Coco Gauffovou. O postupu rozhodla až využitím osmého mečbolu v tiebreaku závěrečné sady. Třetí členku Top 10 za sebou vyřadila v semifinále, když přehrála světovou šestku Markétu Vondroušovou. Tím téměř vyrovnala předturnajovou statistiku čtyř kariérních vítězství proti tenistkám ze světové desítky. Ve finále však hladce podlehla světové čtyřce Jeleně Rybakinové. V následném vydání žebříčku z 22. dubna 2024 se ve 21 letech posunula na nové maximum, 21. místo.

## Finále na okruhu WTA Tour
| Legenda                  |
| ------------------------ |
| D – dvouhra; Č – čtyřhra |
| Grand Slam (0)           |
| Turnaj mistryň (0)       |
| WTA 1000 (0)             |
| WTA 500 (0–2 D)          |
| WTA 250 (1–0 D; 2–1 Č)   |

### Dvouhra: 3 (1–2)
| Stav       | č. | datum          | turnaj                   | kategorie | povrch     | soupeřka ve finále | výsledek      |
| ---------- | -- | -------------- | ------------------------ | --------- | ---------- | ------------------ | ------------- |
| Vítězka    | 1. | 5. března 2023 | Austin, Spojené státy    | WTA 250   | tvrdý      | Varvara Gračovová  | 6–3, 7–5      |
| Finalistka | 1. | 3. března 2024 | San Diego, Spojené státy | WTA 500   | tvrdý      | Katie Boulterová   | 7–5, 2–6, 2–6 |
| Finalistka | 2. | 21. dubna 2024 | Stuttgart, Německo       | WTA 500   | antuka (h) | Jelena Rybakinová  | 2–6, 2–6      |

### Čtyřhra: 3 (2–1)
| Stav       | č. | datum           | turnaj                         | kategorie | povrch | spoluhráčka         | soupeřky ve finále                 | výsledek      |
| ---------- | -- | --------------- | ------------------------------ | --------- | ------ | ------------------- | ---------------------------------- | ------------- |
| Finalistka | 1. | říjen 2021      | Tenerife, Španělsko            | WTA 250   | tvrdý  | Ljudmyla Kičenoková | Ulrikke Eikeriová Ellen Perezová   | 3–6, 3–6      |
| Vítězka    | 1. | 18. září 2022   | Portorož, Slovinsko            | WTA 250   | tvrdý  | Tereza Martincová   | Cristina Bucșová Tereza Mihalíková | 6–4, 6–0      |
| Vítězka    | 2. | 25. června 2023 | Birmingham, Spojené království | WTA 250   | tráva  | Barbora Krejčíková  | Storm Hunterová Alycia Parksová    | 6–2, 7–6(9–7) |

## Finále série WTA 125
| Legenda                  |
| ------------------------ |
| D – dvouhra; Č – čtyřhra |
| WTA 125 (1–0 Č)          |

### Čtyřhra: 1 (1–0)
| Stav    | č. | datum         | turnaj           | povrch    | spoluhráčka         | soupeřky ve finále                   | výsledek |
| ------- | -- | ------------- | ---------------- | --------- | ------------------- | ------------------------------------ | -------- |
| Vítězka | 1. | prosinec 2022 | Limoges, Francie | tvrdý (h) | Oxana Kalašnikovová | Alicia Barnettová Olivia Nichollsová | 7–5, 6–1 |

## Tituly na okruhu ITF
| Legenda         | Legenda         |
| --------------- | --------------- |
| Turnaje W100    | Turnaje W80     |
| Turnaje W75/W60 | Turnaje W50     |
| Turnaje W35/W25 | Turnaje W15/W10 |

### Dvouhra (3 tituly)
| č. | datum           | turnaj              | kategorie | povrch | soupeřka ve finále   | výsledek |
| -- | --------------- | ------------------- | --------- | ------ | -------------------- | -------- |
| 1. | 13. května 2017 | Dunakeszi, Maďarsko | W25       | antuka | Bernarda Peraová     | 6–4, 6–3 |
| 2. | 4. února 2018   | Burnie, Austrálie   | W60       | tvrdý  | Viktorija Golubicová | 6–4, 6–3 |
| 3. | únor 2020       | Káhira, Egypt       | W60       | tvrdý  | Aliona Bolsovová     | 6–1, 6–0 |

### Čtyřhra (2 tituly)
| č. | datum      | turnaj             | kategorie | povrch | spoluhráčka         | soupeřky ve finále                  | výsledek         |
| -- | ---------- | ------------------ | --------- | ------ | ------------------- | ----------------------------------- | ---------------- |
| 1. | duben 2019 | Chiasso, Švýcarsko | W25       | antuka | Cristina Bucșová    | Sharon Fichmanová Jaimee Fourlisová | 6–1, 3–6, [10–7] |
| 2. | únor 2020  | Káhira, Egypt      | W60       | tvrdý  | Kamilla Rachimovová | Anastasija Šošynová Paula Kaniová   | 6–3, 2–6, [10–6] |

## Finále na juniorském Grand Slamu

### Dvouhra juniorek: 1 (1–0)
| Stav    | rok  | turnaj          | povrch | soupeřka ve finále | výsledek      |
| ------- | ---- | --------------- | ------ | ------------------ | ------------- |
| Vítězka | 2017 | Australian Open | tvrdý  | Rebeka Masárová    | 7–5, 1–6, 6–4 |

### Čtyřhra juniorek: 1 (1–0)
| Stav    | rok  | turnaj  | povrch | spoluhráčka       | soupeřky ve finále         | výsledek |
| ------- | ---- | ------- | ------ | ----------------- | -------------------------- | -------- |
| Vítězka | 2017 | US Open | tvrdý  | Olga Danilovićová | Lea Boškovićová Wang Si-jü | 6–1, 7–5 |